# Купрадзе, Виктор Дмитриевич
Виктор Дмитриевич Купрадзе (груз. ვიქტორ დიმიტრის ძე კუპრაძე; 2 ноября 1903, село Кела Озургетского уезда Кутаисской губернии — 25 апреля 1985, Тбилиси) — грузинский учёный. Профессор, доктор физико-математических наук (1935), академик АН Грузинской ССР (1946).

## Биография
Родился в семье железнодорожников. Окончил Кутаисское реальное училище.
В 1927 году, после окончания физико-математического факультета Тифлисского государственного университета, был оставлен в университете, ассистент. Преподавал также в Грузинском индустриальный институте. Учился в аспирантуре Ленинградского университета (1930—1933), Научные руководители В. И. Смирнов и А. Н. Крылов.
С 1933 по 1935 год — учёный секретарь и старший научный сотрудник Математического института имени В. А. Стеклова Академии наук СССР. В 1935 году защитил там докторскую диссертацию и получил ученую степень доктора физико-математических наук.
В 1935-1941 годах возглавлял созданный Математический институт Грузинского филиала Академии наук СССР.
С 1937 по 1985 год заведовал кафедрой дифференциальных и интегральных уравнений Тбилисского государственного университета и кафедрой в Политехническом институте. В 1943 году ему было присвоено звание заслуженного деятеля науки Грузии
- 1944 — 15.4.1953 — народный комиссар – министр просвещения Грузинской ССР
- 1954 — 1958 — ректор Тбилисского государственного университета
- 04.04.1954 — 26.04.1963 — председатель Верховного Совета Грузинской ССР

В 1963 году избран академиком-секретарём вновь образованного Отделения математики и физики АН Грузии, где и проработал до конца жизни. Одновременно заведовал кафедрой дифференциальных и интегральных уравнений Тбилисского государственного университета.

## Научные труды
Научные исследования в области теории интегральных и дифференциальных уравнений в частных производных, математической физики, теории упругости, прикладной математики, исследовались основные и контактные краевые задачи упругости и термоупругости, стационарные колебания, статика и динамика. Им были решены вопросы существования и единственности классических решений этих задач и созданы методы приближённого построения решений и алгоритмы их численной реализации на электронных вычислительных машинах. В его работах также исследовались вопросы распространения и дифракции упругих, сейсмических, электромагнитных и других волн, а также вопросы теории сингулярно-интегральных и функциональных уравнений.
Является автором более 100 научных работ, в том числе фундаментальных монографий. Многие его работы переведены и опубликованы на иностранных языках. Награды В 1971 году был удостоен Государственной премии Грузинской ССР в области науки и техники.
Участвовал в разработке Грузинской советской энциклопедии и Толкового словаря грузинского языка. Состоял в редколлегиях различных научных обществ и печатных изданий.